# آدنوم غدد فوق کلیوی
آدنوم غدد فوق کلیوی (به انگلیسی:Adrenocortical adenoma)  نوعی تومور یا نئوپلاسم خوش‌خیم است که معمولاً در بافت این غدد و در اثر تکثیر غیر معمول سلول های این بافت به وجود می آید. مانند اکثر آدنومها ( تومورهای  خوش خیم) ، آدنوم غدد فوق کلیوی خوش خیم محسوب می شوند زیرا اکثر آنها غیرفعال و بدون علائم هستند. آدنومهای غدد فوق کلیوی از نوع غیر وابسطه به هورمون ACTH  هستند و در صورت فعال بودن معمولاً با علائمی مشابه به بیماری های مربوط به هایپر آدرنالیسم بروز میکنند. از جمله این بیماری ها میتوان به  سندرم کوشینگ(هایپرکورتیزولیسم)٬ و سندرم کان (هایپر اَلدسترونیسم یا آلدسترونیسم اولیه) اشاره کرد.

## تصاویر هیستوپاتولوژی

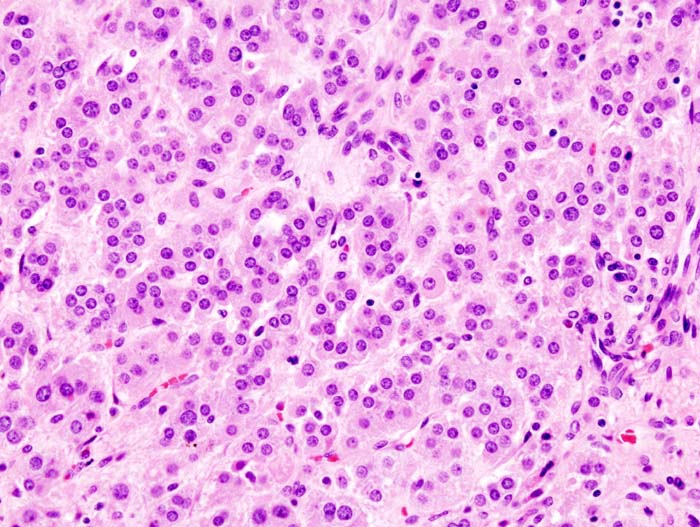
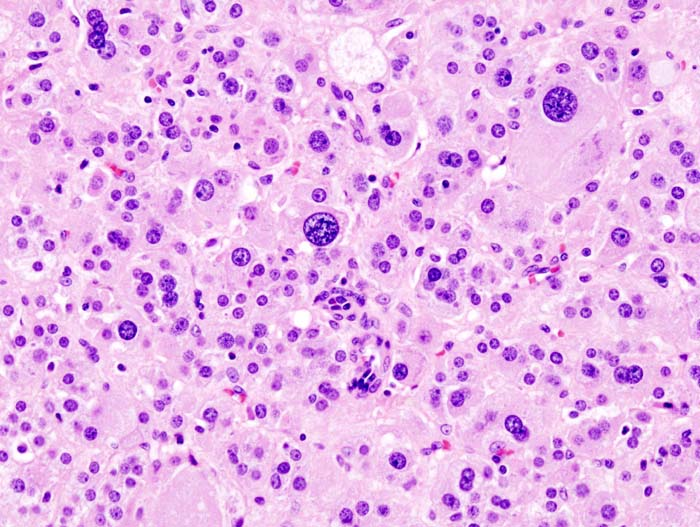
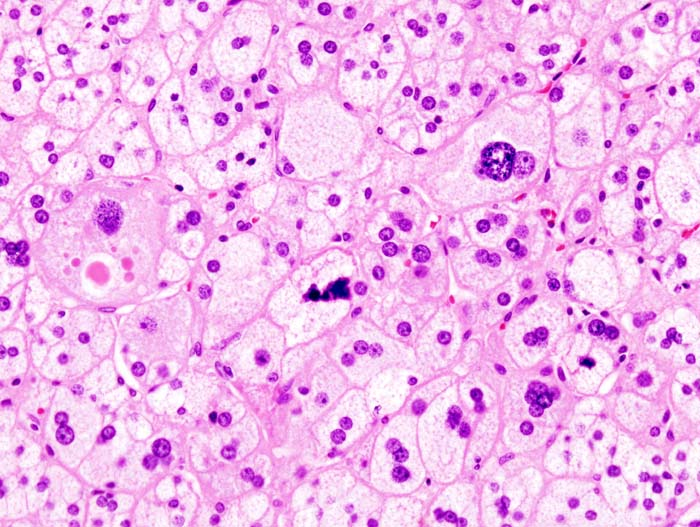